# 임성균
임성균(1996년 3월 20일 ~ )은 대한민국의 배우이다.

## 드라마
- 2020년: 알바해봐썸? - 김도진 역
- 2021년 : 오늘부터 계약연예 - 구형탁 역
- 2022년 : 하숙집 오!번지
- 2022년 : 별똥별 - 이윤우 역
- 2023년 : ENA 드라마 《남남》- 김진수 역
- 2023년 : SBS 금토드라마 《7인의 탈출》 - 민재혁 역
- 2024년 : SBS 금토드라마 《7인의 부활》- 민재혁 역
- 2025년 : JTBC 금요드라마 《착한 사나이》- 장학 역